# Florence van Straten

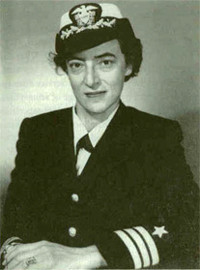
Florence van Straten

 Florence Wilhelmina van Straten (* 12. November 1913 in Darien, Connecticut, USA; † 25. März 1992 in Bethesda, Maryland, USA) war eine US-amerikanische Chemikerin, Meteorologin und Hochschullehrerin. Ihre Arbeit über die Bedingungen der oberen Atmosphäre war bei der Entwicklung von Langstreckenraketen bedeutsam.

## Leben und Werk
Van Straten war die Tochter der niederländischen Einwanderer Jacques und Rosette van Straten. Ihre Mutter sprach sechs Sprachen und war eine Beamtin in den Niederlanden, bevor sie in die Vereinigten Staaten übersiedelte. Ihr Vater arbeitete für die Filmfirma Metro-Goldwyn-Mayer mit Hauptsitz in New York City. Van Straten wuchs dadurch in verschiedenen Städten in Nordamerika und Europa auf. Sie verbrachte ein Schuljahr in Nizza, wo sie die französische Sprache lernte. Außerdem beherrschte sie Niederländisch, Deutsch, Italienisch und Spanisch.  Sie studierte Chemie an der New York University (NYU), wo sie einen Bachelor- und einen Master-Abschluss erhielt und 1933 in physikalischer Chemie promoviert wurde. Von 1933 bis 1942 unterrichtete sie Chemie an der NYU.

## Einsatz im Zweiten Weltkrieg
1942 gründete die Marine die WAVES (Women Accepted for Voluntary Emergency Service). Eine der ersten Freiwilligen war van Straten, die dem Naval Aerology Service zugeteilt wurde. In den ersten Jahren des Zweiten Weltkriegs stellte der dringende Bedarf an Wetterdaten zur Unterstützung von Flottenoperationen sowohl im Atlantik als auch im Pazifik eine große Belastung für die geringe Anzahl an Spezialisten in der Marine dar, weshalb dort auch Frauen angestellt wurden. Van Straten gehörte zu einer Gruppe von 25 Frauen mit höheren Abschlüssen, die an das Massachusetts Institute of Technology geschickt wurden, um Kurse in Meteorologie zu belegen. Die meisten Frauen leisteten Flugprognosedienste an Marineflugplätzen in den USA, van Straten wurde zum Daniel Guggenheim Airship Institute geschickt, um Windböen zu erforschen und bessere Methoden zur Vorhersage von Geschwindigkeiten zu entwickeln.

## Tätigkeit als Meteorologin

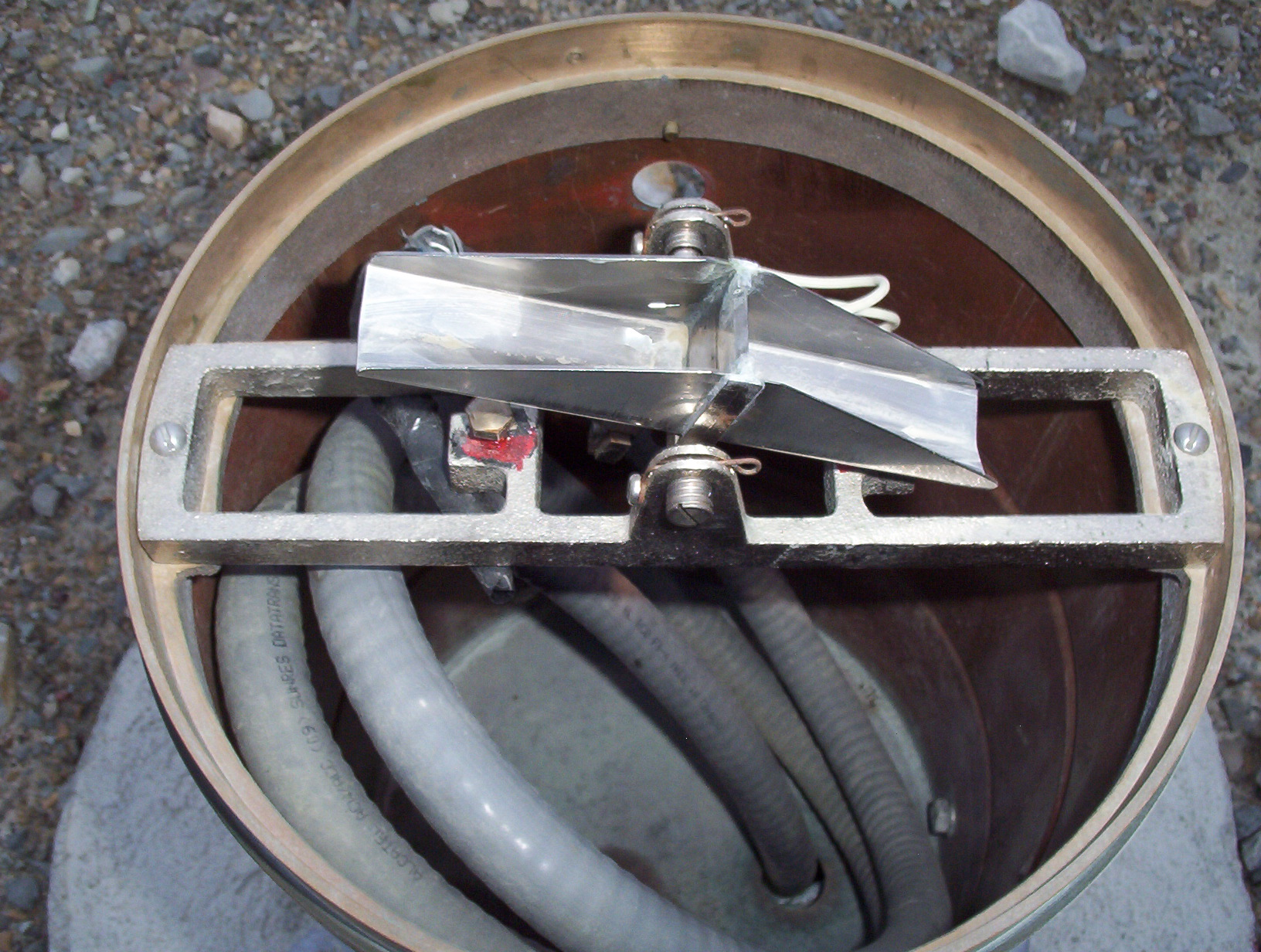
Das Innere eines Regenmessers mit Kippschaufel. Auf der linken Seite ist eine Regenansammlung zu erkennen (etwas dunklerer Bereich). Zum Zeitpunkt der Aufnahme dieses Bildes hatte es seit mehr als 24 Stunden keinen Regen gegeben. Dies bedeutet, dass bereits eine kleine Regenmenge dazu führt, dass der Hebel kippt und 0,2 mm anzeigt, was zu einem falschen Messwert führt. Aus diesem Grund wird der Standard-Regenmesser zur Messung der Niederschlagsmenge verwendet. Das große, graue, aufgerollte Objekt unter der Kippschaufelbaugruppe ist ein wetterfester, flexibler Kanal, der die Sensorkabel zum Niederschlagsrekorder führt

Bis 1943 war van Straten dem der Aerologieabteilung des Bureau of Aeronautics zugeteilt worden, wo sie in der Abteilung für Betriebsanalyse arbeitete. Hier erstellte sie umfangreiche Analysen der Auswirkungen des Wetters auf Marineeinsätze, sowohl aus historischen Quellen als auch aus neueren Marineeinsätzen. Diese Lessons Learned-Studien wurden unter Titeln wie Weather and Naval Warfare und Weather and Amphibious Warfare veröffentlicht. Die Dokumente lieferten Beispiele dafür, wie Streitkräfte die Wetterbedingungen zu ihrem Vorteil nutzen konnten, aber sie lieferten auch Beispiele für Gefechte, bei denen das Wetter zum Nachteil der Teilnehmer ignoriert wurde. Van Stratens Qualifikationen machten sie auch zu einer Verbindungsperson zur zivilen meteorologischen Forschungsgemeinschaft, da sie nach Fortschritten bei Prognosetechniken und Beobachtungstechnologien suchte, die den aerologischen Marineeinheiten helfen würden.
Sie  wechselte in die aerologische Forschungs- und Entwicklungsabteilung. Hier bewertete und priorisierte sie den Flottenbedarf für neue meteorologische Ausrüstung und arbeitete mit der Versorgungsabteilung zusammen, um sicherzustellen, dass die erforderliche Ausrüstung an die taktisch wichtigsten Standorte geliefert wurde. In dieser Funktion war sie maßgeblich an der Entwicklung automatisierter Wetterbeobachtungsstationen beteiligt, darunter der schwimmenden Bojenstation Navy Oceanographic Meteorological Automatic Device (NOMAD).
Ein weiterer Bereich, der van Straten interessierte, war der Einfluss atmosphärischer Bedingungen auf die Genauigkeit der kürzlich entwickelten Radartechnologie. Zusätzlich zu ihrer Arbeit zum Verständnis dieser Phänomene begann van Straten mit der Untersuchung der Möglichkeit, taktisches Radar zur Identifizierung von Wettersystemen einzusetzen. Eine frühe Anwendung davon bestand darin, dass Flugzeugträger häufig Sturmzentren auf ihrem Radar identifizierten und auf sie zusteuerten, um den nötigen Gegenwind zu bekommen, um Flugzeugstarts von ihren Decks aus zu unterstützen. Van Straten konzentrierte ihre Aufmerksamkeit auch auf die Nebelvorhersage und den Einfluss atmosphärischer Bedingungen auf neue Infrarotsensoren.
Nach Kriegsende wurde die Abteilung für Aerologie der Marine erheblich verkleinert und viele Mitglieder übernahmen zivile Positionen. Wie in vielen Fachgebieten wurden Frauen jedoch davon abgehalten, sich zu bewerben. Van Stratens wechselte in die inaktive Reserve, wurde zur Kommandeurin befördert und arbeitete weiterhin für den neu umbenannten Naval Weather Service als zivile Atmosphärenphysikerin. 1946 wurde sie zivile Beraterin des Chief of Naval Operations. Im folgenden Jahrzehnt leistete sie die Beiträge, für die sie bekannt ist. Von 1948 bis 1962 leitete sie die Abteilung für technische Anforderungen.
Nach ihrer Pensionierung im Jahr 1962 war sie bis 1973 weiterhin als Beraterin der Marine im Rang eines Lieutenant Commander der Reserve für den Naval Weather Service tätig.

## Forschungsbeiträge
Sie entwickelte Sensoren für die obere Atmosphäre wie die Radiosonde und Ballons mit konstanter Höhe und untersuchte die Möglichkeit von Wetterveränderungen und Entwicklung von Techniken zur Vorhersage radioaktiven Niederschlags. Sie war auch maßgeblich an der Einführung der Computerverarbeitung in die Meteorologie der Marine beteiligt.
Sie war an der Entwicklung der Höhenforschungsrakete beteiligt, die mit einer Radiosonde für die obere Atmosphäre gestartet wurde. Auf ihren Vorschlag hin sollten meteorologische Daten bei der Planung der Flugbahn von Raketenabschüssen verwendet werden.
Sie entwickelte eine Technik, um Cloud Seeding und Regen zu erzeugen, indem Ruß in die Atmosphäre eingebracht wird.
Sie verbesserte den Schutz für Wetterinstrumente vor Witterungseinflüssen und den Kippeimer-Regenmesser, der sich bei jedem 1/100 Zoll Niederschlag kippte und die Aktion an der Station automatisch aufzeichnete.
Van Straten starb 1992 im Alter von 78 Jahren in ihrem Haus in Bethesda an Krebs.

## Ehrungen
- Van Straten erhielt 1958 die Verdienstauszeichnung für den Zivildienst der Marine.
- Sie wurde von der Aerospace Medical Association 1959 zur Frau des Jahres und von der New York University zur Absolventin des Jahres gekürt.
- Sie war Ehrenmitglied der Sigma Xi-Physik, der American Meteorological Society und der American Geophysical Union.

## Veröffentlichungen (Auswahl)
- Radar as a Meteorological Tool. U.S. Government Printing Office, 1957.
- Weather or Not. Dodd, Mead and Co., 1966.